# Feint
"Feint" – drugi singel holenderskiej grupy symfoniczno metalowej Epica wydany w 2004 dla promocji pierwszego albumu grupy The Phantom Agony.

## Lista utworów
1. "Feint"
2. "Feint" (piano version)
3. "Triumph of Defeat"
4. "Seif al Din"